# Ànec cullerot comú

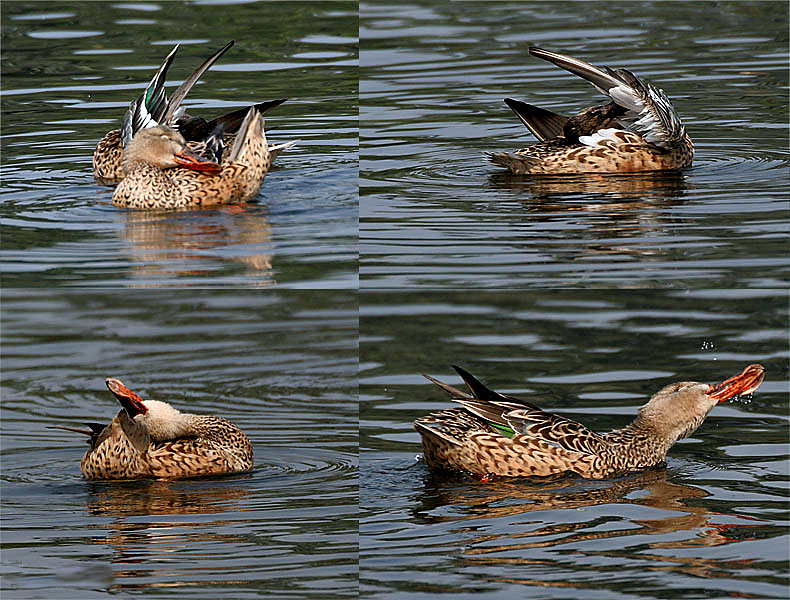
Exemplar femella fotografiat a Calcuta (Bengala occidental, Índia)

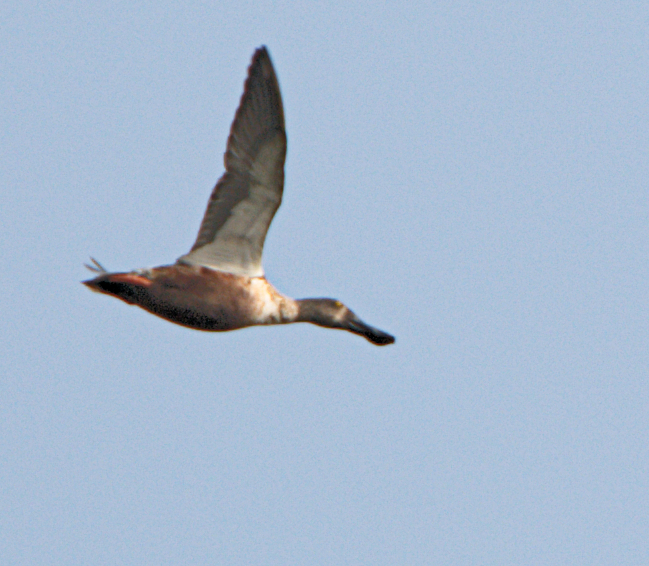
Ànec cullerot en vol fotografiat a Alemanya

L'ànec paleter, ànec cullerot, cullerot, cullerer, cullerassa, cuer o coer i bec d'espàtula (Anas clypeata) és un ànec de superfície que es distingeix pel gran bec eixamplat a l'extrem en forma de cullera. Modernament ha estat inclòs en el gènere Spatula com a (S. clypeata).

## Morfologia
Fa 51 cm de llargària i pesa entre 460 i 850 g. El mascle té el cap verd brillant, el pit blanc, el bec negre i l'abdomen castany. La femella es distingeix per tindre dues plomes blavoses a les ales. Bec ample i desmesurat, amb laminetes molt desenvolupades que fa servir com a sedàs per a retenir la matèria animal i vegetal. El mirall és verd flanquejat de blanc i la part mitjana anterior de les ales ostenta un bonic color blau cel.

## Reproducció
Nia en pocs llocs i de manera irregular (a la primavera i a l'estiu, pràcticament només es troba als deltes de l'Ebre i del Llobregat). Cerca llacunes d'aigua dolça o llacunes litorals per fer-hi el niu, cosa que té lloc a l'abril-maig. Seguidament, hi pondrà 8-12 ous que la femella haurà de covar al llarg de 24 dies. Els petits seran alimentats per la femella i, com passa en totes les espècies d'ànecs, són molt precoços i volen al cap de 40 dies.

## Alimentació
El règim alimentari és variat, amb un ample component d'aliment d'origen animal. Molts autors el consideren un zooplantòfag que s'alimenta de puces d'aigua, caragolets i d'altres crustacis, bé que a l'hivern consumeix una bona quantitat d'arròs.

## Hàbitat
Ocupa zones d'aigües lliures, arrossars sense rostolls, i té tirada cap a les aigües dolces, malgrat que també pot estar en aigües salabroses i, fins i tot, salades.

## Distribució geogràfica
Nia als països nòrdics i hiverna al sud, i arriba a l'Àfrica, a l'Amèrica del Sud, a Oceania i a l'Àsia del Sud. Hom el troba a l'hivern també als Països Catalans (aiguamolls de l'Empordà, delta del Llobregat, Albufera de València, El Fondo, la llacuna d'Almenara i el delta de l'Ebre).
Sol arribar als Països Catalans el mes d'agost i l'increment d'exemplars continua fins al novembre, i se'n va a partir de mitjan gener.

## Costums
Fruit de la necessitat d'haver d'anar constantment amb el bec enfonsat a l'aigua llotosa, és la posició que sovint adopta, una mica inclinat endavant. Per això mateix, són un xic malaptes a terra. Quan estan sobre l'aigua, la seua silueta els fa inconfusibles, ja que tenen el bec apuntant cap avall.
No és tan gregari com altres ànecs i forma estols petits.

## Enllaços externs

[http://www.xeno-canto.org/sounds/uploaded/CDTGHVBGZP/NSHO2008-4-19-1.mp3 Cant